# Albinaria alajana
Albinaria alajana is een slakkensoort uit de familie van de Clausiliidae. De wetenschappelijke naam van de soort is voor het eerst geldig gepubliceerd in 1896 door O. Boettger.